# Fran Josip Knaflič
Fran Josip Knaflič, slovenski pisatelj, dramatik, prevajalec in časnikar, * 4. marec 1880, Šmartno pri Litiji, † 13. november 1949, Ljubljana.

## Življenje in delo
Študiral je v Zürichu in na Dunaju. Kot časnikar je služboval v Trstu, Sarajevu in Ljubljani. 1905–1908 je bil v Trstu pri dopisnem uradu, pisal za Edinost in bil intendant, dramaturg in gledališki kritik za predstave Slovenskega gledališča v
Trstu. V Sarajevu je prevzel načelništvo tiskovnega urada, po prvi vojni izdajal tam časnike Le Messager de Sarajevo, Sarajevoer Bote, Sava). 1925 se je vrnil v Ljubljano in pisal za ljubljansko časopisje, priložnostno je v Mariboru izdajal revijo Razgled.
Pisal je prozo v slovenščini, nemščini in hrvaščini. Njegovo prvo literarno delo, potopisna pripoved Ob Balkanu (Dom in svet 1897-1898), je nastala pod vplivom Karla Maya. Prevajal je Tolstoja (Kazaki), Turgenjeva (Tuji kruh), Cooperja (Vohun), Čehova idr. 
Njegova prva tragedija v treh dejanjih iz leta 1898 Težke verige se je izgubila. Enodejanke Grlica niso igrali. 1924 je 
napisal politično satiro Hudič, 1925 pa petdejanko Domovina.) Tudi petdejanke Počitniški dom niso uprizorili. Veselo trodejanko Kmečki teater (Naš val 1934) je posvetil spominu na Frana Milčinskega so v režiji Ferda Delaka igrali v Mariboru kot operetni libreto Majda. Bil je eden prvih Slovencev, ki je napisal osnutek filmskega scenarija.

### Proza
- Ob Balkanu, potopisni roman, (1897-1898)
- Popotnikove povesti, povesti z bolgarsko tematiko, (1909)
- Tri rože, zbirka novel, (1930) (COBISS)
- v rokopisu roman Zadnji dolg
- Lov za skrivnostmi, zbirka treh povesti o detektivu Egidiju Kresu, (1944) (COBISS)
- Izdajalec Gogo, povest, (1960) (COBISS)